# 龙江柳
龙江柳（学名：Salix udensis）是杨柳科柳属的植物。分布在日本、俄罗斯、朝鲜以及中国大陆的黑龙江、辽宁、吉林等地，生长于海拔50米至1,530米的地区，多生长于沿河生长，目前尚未由人工引种栽培。